# Alf Pedersen
Alf Johan Pedersen  (ur. 20 stycznia 1904 w Bergen; zm. 3 marca 1925 tamże) – norweski bokser.
Pedersen brał udział na Igrzyskach Olimpijskich w 1924 roku, uczestniczył w zawodach kategorii półśredniej. W pierwszej rundzie zawodów przegrał z Ko Cornelissenem.